# Retraimiento narcisista
En psicología, el retraimiento narcisista es una etapa del narcisismo y una defensa narcisista caracterizada por «el alejamiento de las figuras parentales y por la fantasía de que las necesidades esenciales pueden ser satisfechas por el individuo solo». En la edad adulta, es más probable que sea una defensa del yo con orígenes reprimidos. Los individuos se sienten obligados a retirarse de cualquier relación que amenace con ser más que a corto plazo, evitando el riesgo de heridas narcisistas, y en su lugar se refugiarán en una zona de confort. La idea fue descrita por primera vez por Melanie Klein en su investigación psicoanalítica sobre las etapas del narcisismo en los niños.

## Psicoanálisis
Sigmund Freud utilizó originalmente el término narcisismo para designar el proceso de proyección de la libido del individuo desde su objeto hacia sí mismo; en su ensayo Introducción del narcisismo exploró la idea a través del examen de acontecimientos tan cotidianos como la enfermedad o el sueño: «la condición del sueño también se asemeja a la enfermedad en el sentido de que implica un retiro narcisista de las posiciones de la libido sobre el propio yo del sujeto». Más tarde, en su ensayo Duelo y melancolía, examinó cómo «un retraimiento de la libido [...] sobre una base narcisista» en la depresión podía permitir tanto la congelación como la conservación del afecto: «al emprender el vuelo hacia el yo, el amor escapa a la extinción».
Otto Fenichel extendería su análisis a los trastornos límite, demostrando cómo «en una retracción reactiva de la libido [...], una regresión al narcisismo es también una regresión a la omnipotencia narcisista primigenia que hace su reaparición en forma de megalomanía».
Para Melanie Klein, sin embargo, un elemento más positivo pasó a primer plano: «la frustración, que estimula el retraimiento narcisista, es también [...] un factor fundamental de la adaptación a la realidad». Del mismo modo, D. W. Winnicott observó «que hay un aspecto del retraimiento que es saludable», considerando que podría ser «útil pensar en el retraimiento como una condición en la que la persona afectada (niño o adulto) retiene una parte regresiva del yo y la cuida, a expensas de las relaciones externas».
A diferencia de las perspectivas anteriores de los psicoanalistas, Heinz Kohut consideraba que «el individuo con vulnerabilidad narcisista responde a la herida narcisista real (o anticipada) con un retraimiento avergonzado o con ira narcisista». Otto Kernberg también veía la diferencia entre el narcisismo normal y el «"narcisismo patológico". ..[como] el repliegue en un "espléndido aislamiento"» en este último caso; mientras que Herbert Rosenfeld se preocupaba por los «estados de retraimiento comúnmente observados en pacientes narcisistas en los que la muerte se idealiza como superior a la vida», así como por «la alternancia de estados de retraimiento narcisista y desintegración del yo».

### Retraimiento esquizoide
Estrechamente relacionado con el retraimiento narcisista está el retraimiento esquizoide, «la huida de una presión demasiado grande mediante la abolición total de las relaciones afectivas en favor de una personalidad introvertida y retraída». Estos «refugios fantásticos de la necesidad son formas de inanición emocional, megalomanías y distorsiones de la realidad nacidas del miedo» que complican de forma inadaptada la capacidad del individuo para disfrutar de una relación.

## Sociología
«Los narcisistas se aislarán, abandonarán a sus familias, ignorarán a los demás, harán cualquier cosa para preservar un sentido especial [...] de sí mismos» Podría decirse, sin embargo, que todo ese «retraimiento narcisista está perseguido por su "alter ego": el fantasma de una presencia social plena», con personas que viven sus vidas «a lo largo de un continuo que va desde el grado máximo de compromiso social [...] hasta un grado máximo de retraimiento social».
Si «de todos los modos de retraimiento narcisista, la depresión es el más paralizante», un factor que contribuye a ello puede ser que «las personas deprimidas llegan a apreciar conscientemente cuánto esfuerzo social se requiere de hecho en el curso normal de mantener el propio lugar habitual en las empresas».

## Terapia
La teoría de las relaciones objetales vería el proceso de terapia como uno en el que el terapeuta permite a su paciente haber «resituado el objeto desde el uso puramente esquizoide al uso esquizoide compartido (inicialmente) hasta que finalmente [...] la relación objetal -discutir, argumentar, idealizar, odiar, etc.- surge]».
Fenichel consideraba que en los pacientes en los que «su regresión narcisista es una reacción a heridas narcisistas; si se les muestra este hecho y se les da tiempo para enfrentarse a las heridas reales y para desarrollar otros tipos de reacción, se les puede ayudar enormemente» Neville Symington estimaba, sin embargo, que «a menudo se desarrolla una especie de guerra entre analista y paciente, en la que el analista intenta sacar al paciente del capullo [...] de su envoltura narcisista [...] y el paciente tira  con todas sus fuerzas en la otra dirección».

## Analogías culturales
- En la novela Nunca te prometí un jardín de rosas, de Joanne Greenberg, el terapeuta de la protagonista se pregunta «si existe un patrón... Revelas un secreto a nuestra vista y luego te asustas tanto que corres a refugiarte en tu pánico o en tu mundo secreto. Para vivir allí».[20]
- En términos más generales, se ha descrito la década de 1920 como una época de «cambios en la que las mujeres fueron encauzadas hacia el retraimiento narcisista en lugar de desarrollar un ego fuerte».[21]

## Lecturas complementarias
- Winnicott, D. W. (1958). «Withdrawal and regression». Collected Papers (en inglés).